# تينام

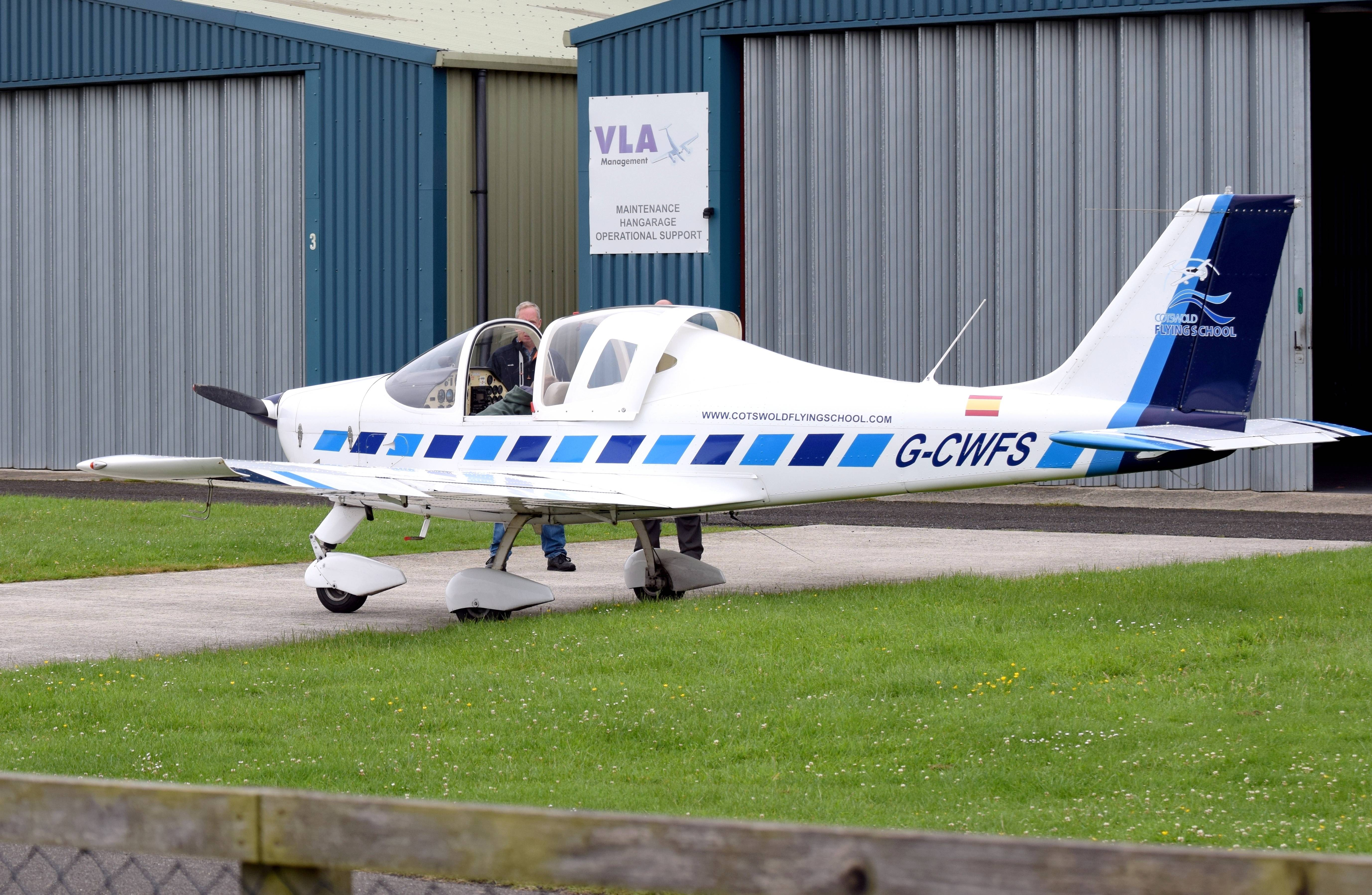
تينام بيه2002 سييرا at Cotswold Airport، غلوسترشير، إنجلترا, 2016

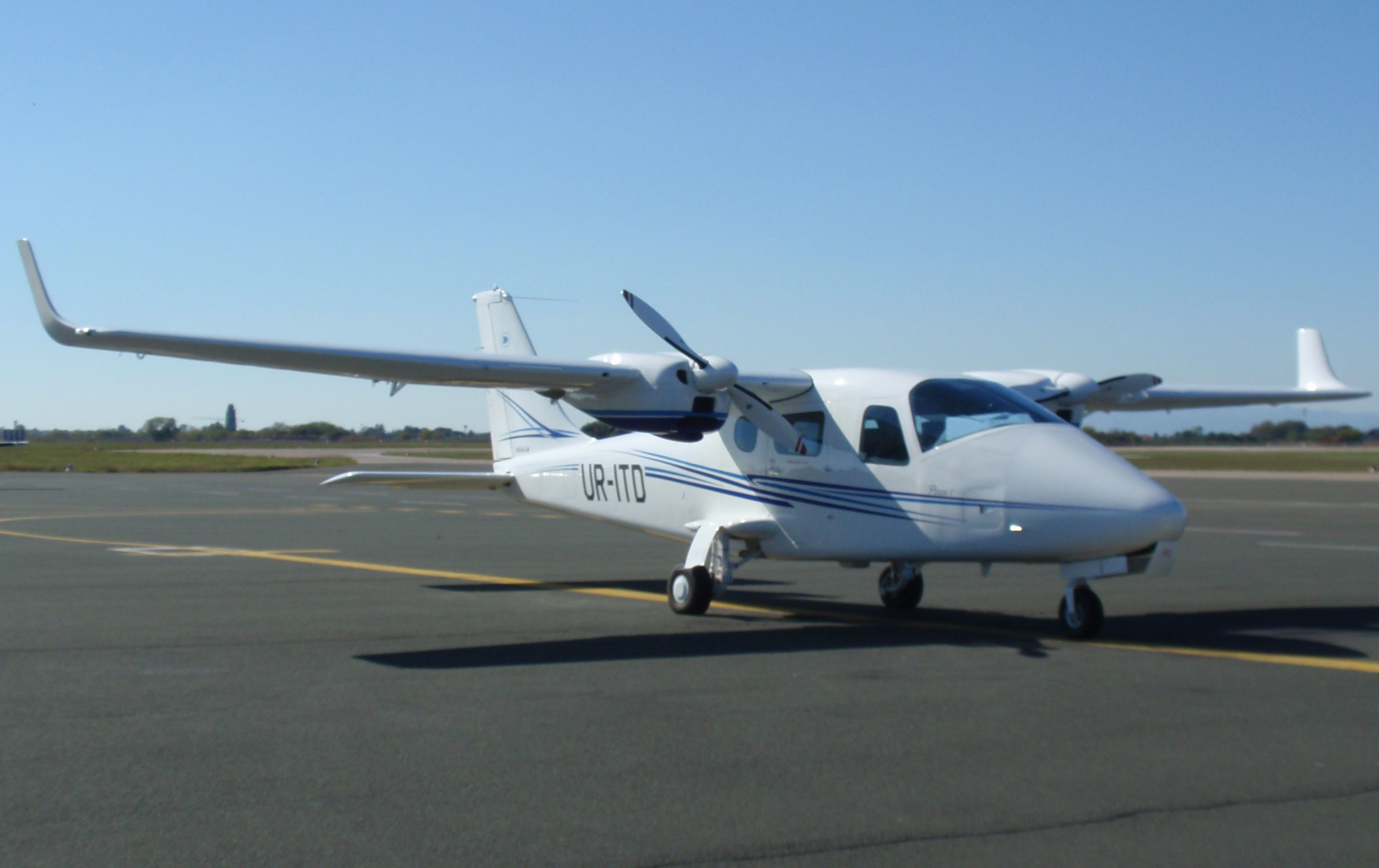
Tecnam P2006T

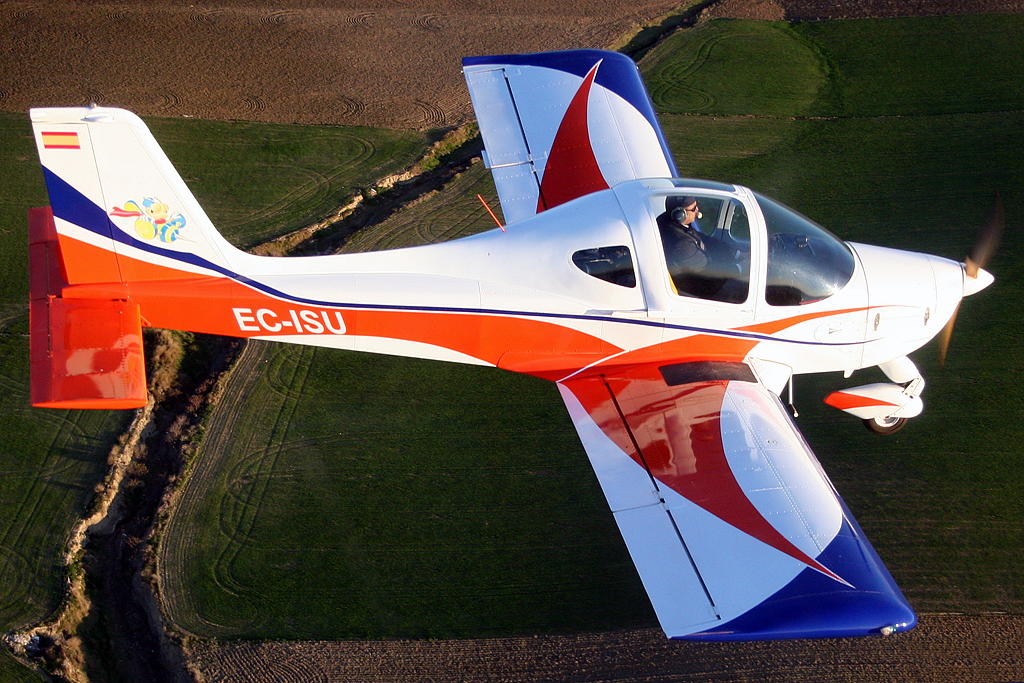
Tecnam P96

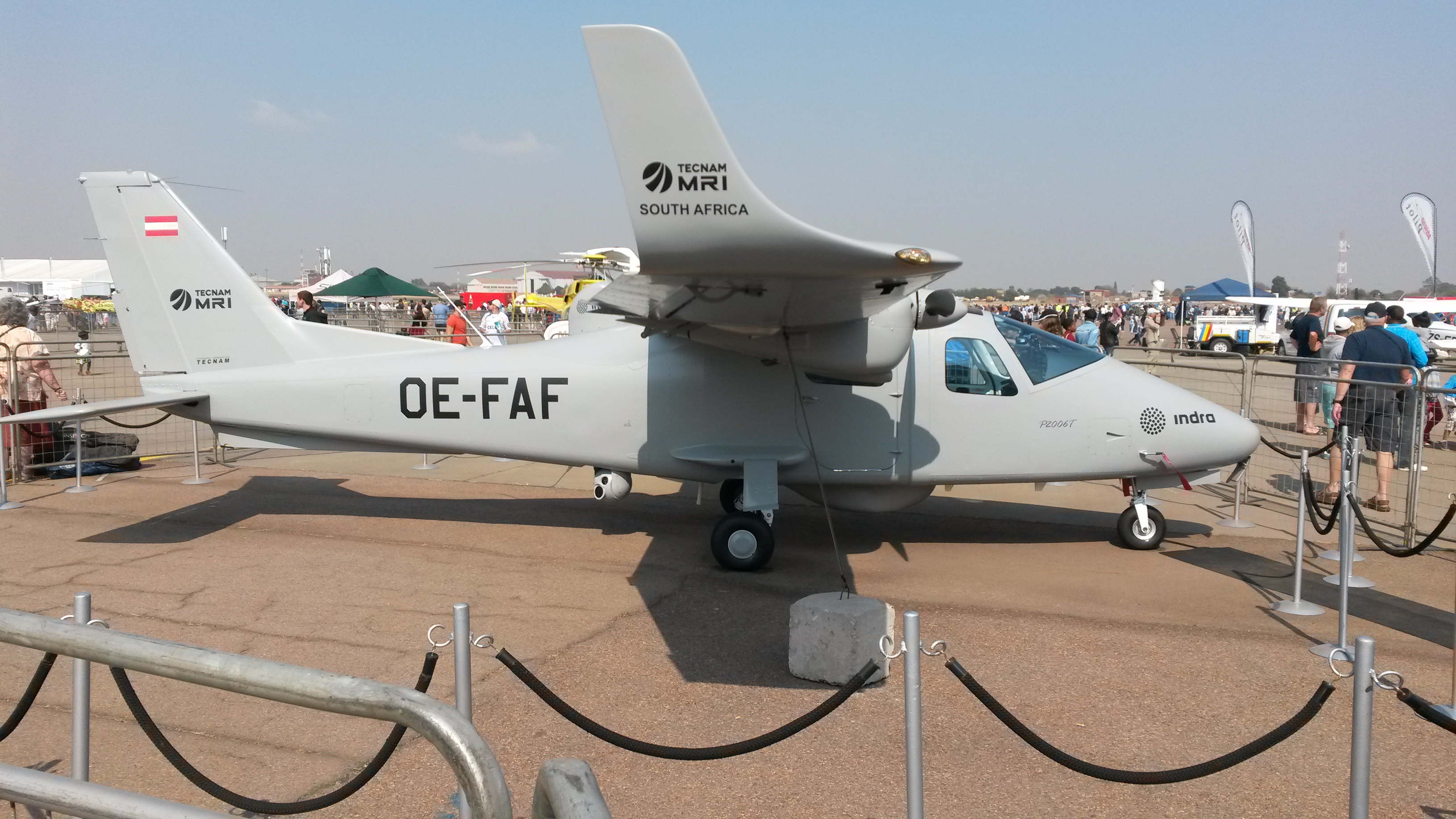
Tecnam P2006T MRI

كوستروزيوني إيرونوتيتش تينام (بالإنجليزية: Costruzioni Aeronautiche Tecnam)‏ هي شركة إيطالية لصناعة الطيران، تأسست في عام 1986. والشركة لديها اثنين من الأنشطة الأساسية: وهي صناعة أجزاء الطائرات لمصنعي آخرين، وصناعة مجموعة خاصة بها من الطائرات الخفيفة.
اعتبارا من عام 2015، تعمل شركة كوستروزيوني إيرونوتيتش تينام في ثلاثة مرافق إنتاج. تقع منشأة كازوريا بجوار مطار نابولي كابوديشينو. يقع مرفق كابوا المجاور لمطار أوريست سالومون. في عام 2015 تم إنشاء منشأة في سيبرينغ، فلوريدا، الولايات المتحدة الأمريكية لدعم مشغلي أمريكا الشمالية.

## المؤسس
لويغي باسكال هو مهندس إيطالي، ولد في 1923 في نابولي في إيطاليا، وتوفي بنفس المكان في 14 مارس 2017

## المنتجات
- Tecnam P92 JS/LY
- Tecnam P92 Echo Super/Eaglet/Classic
- Tecnam P96 Golf
- تينام بيه2002 سييرا Sierra
- Tecnam P2004 Bravo
- Tecnam P2006T Very Light Twin
- Tecnam P2008
- تينام 2010
- Tecnam Astore
- Tecnam P2012 Traveller
- Tecnam P-Jet

## روابط خارجية
- الموقع الرسمي